# Madrid (Cundinamarca)
Madrid és un dels 116 municipis del departament de Cundinamarca, Colòmbia. Està situat a la província de Sabana Occident a 21 km de Bogotà.
Forma part de l'Àrea metropolitana de Bogotà, segons el cens del DANE (Departament Administratiu Nacional d'Estadística) del 2005. Limita pel nord i nord-oest amb Subachoque, pel nord-est amb Facatativá i El Rosal, per l'oest amb Bojacá i Facatativá, per l'est amb Mosquera i Funza, i pel nord-oest amb Tenjo.
Aquest poble va portar el nom de Serrezuela fins al 17 de novembre de 1875, quan la l'Assemblea Legislativa de l'Estat de Cundinamarca li va donar en substitució d'aquell el de Madrid en memòria de Don Pedro Fernández Madrid, nascut a l'Havana (Cuba) el 1817, que a la recerca de salut i de repòs va venir a residir allí, dedicant-se a escriure articles literaris. A la seva mort el 7 de febrer de 1875 les persones de Serrezuela, van proposar donar-li el seu cognom a la població.